# Federigo (Mérimée)
Federigo ist eine Novelle des französischen Schriftstellers Prosper Mérimée aus dem Jahr 1829. Der Verfasser merkt an, die absonderliche Geschichte des L’Hombre-Spielers Federigo sei gegen Ende des Mittelalters in der Landschaft um Neapel – auch aus antiker und christlicher Überlieferung – „zusammengefabelt worden“.

## Handlung
Nachdem der junge Federigo, ein vornehmer Herr, fast das ganze väterliche Erbe beim Kartenspiel durchgebracht hat, zieht er sich auf seinen letzten Besitz – eine kleine Burg – hinter den Cavaner Hügeln zurück. Einmal klopft des Abends Herr Jesus Christus an. Federigo bewirtet den Herrn und die zwölf Apostel. Dafür hat er beim Sohn Gottes drei Wünsche frei. Federigo – nicht verlegen – wünscht sich ein Spiel Karten, mit dem er stets gewinnt. Sankt Peter mahnt, der Spieler möge beim Wünschen auch an sein Seelenheil denken. Federigo aber wünscht sich noch, wenn irgendeiner auf seinen Orangenbaum steige, so solle der Kletterer erst wieder herabkommen können, wenn Federigo das erlaube. Und der dritte Wunsch ähnelt dem zweiten; nur tritt anstelle des Baumes die Ofenbank.
Die frommen Wanderer ziehen weiter, und Federigo erprobt in der Stadt sein Kartenspiel mit Erfolg. Federigo bereichert sich an einem „Dutzend Söhne aus gutem Hause“ und bereut hernach, dass er ehrliche junge Leute betrogen hat. Fortan nimmt er nur noch Gauner und Falschspieler aus. Der Gedanke an die zwölf Jünglinge – die inzwischen in der Hölle schmoren – lässt ihn nicht los. Federigo marschiert in Richtung Hölle. Jener gruselige Ort ist in dieser Geschichte auf dem Kratergrunde des Monte Gibello angesiedelt. Als Federigo in der Hölle mit Pluto um die Seelen der Zwölf Karten spielt und jedes Mal gewinnt, kommt das dem Beherrscher der Unterwelt nicht geheuer vor. Pluto wendet seinerseits einen Kniff an: Pardauz – Federigo findet sich mit seinem Sack voller Seelen glücklich, aber außerhalb des Monte Gibello, wieder. Er setzt aufs Festland über und lebt bis zu seinem siebzigsten Jahr auf seiner Burg. Zweimal kommt der Tod vergeblich. Einmal schickt Federigo den Sensenmann auf den Orangenbaum und lässt ihn erst wieder herunter, nachdem er ihm hundert weitere Lebensjahre zugesagt hat und das zweite Mal darf der Tod erst von der Ofenbank aufstehen, nachdem Federigo noch weitere vierzig Jahre auf Erden bleiben darf. 
Auf seinem letzten Gang dann wird Federigo von Pluto energisch abgewiesen. Es bleibt noch der Himmel. Federigo muss Sankt Peter erst an jene weit über hundert Jahre zurückliegende Bewirtung in der Nähe von Cava erinnern, bis der Hüter des Himmeltores seine abweisende Haltung relativiert und bei Herrn Jesus Christus nachfragt. Der Herr erscheint selbst am Tor. Das Happy End mit dem zwölf Seelen junger Kartenspieler im Wandersack: Federigo wird samt den zwölf Seelen eingelassen. Jesus Christus zieht gleich. Er war ja dazumal auch mit seinen zwölf Jüngern bewirtet worden.

### Verwendete Ausgabe
- Federigo. S. 29–43 in Prosper Mérimée: Auserlesene Novellen (enthält noch: Tamango. Die etruskische Vase. Colomba. Carmen. Die Venus von Ille. Das Gäßchen der Madama Lucrezia. Das Blaue Zimmer). Übersetzer: Helmut Bartuschek (1951). Mit einer Einleitung von Herbert Kühn. Dieterich’sche Verlagsbuchhandlung zu Leipzig 1965 (5. Aufl., Lizenz Rudolf Marx). 398 Seiten